# Laurent-Albert van Male de Ghorain
Laurent-Albert Ghislain van Male de Ghorain (Brussel, 23 augustus 1776 - Sint-Jans-Molenbeek, 20 april 1839) was een Zuid-Nederlands edelman.

## Geschiedenis
- In 1627 verleende koning Filips IV van Spanje de riddertitel aan Jean-Baptiste van Male.
- In 1640 verleende dezelfde koning dezelfde titel aan Charles van Male, broer van de voorgaande. Zijn familietak is de enige die tot op heden is vertegenwoordigd.
- In 1657 verleende dezelfde koning dezelfde titel aan Gilles-Albert van Male, oudere broer van bovengemelden.

## Laurent-Albert van Male de Ghorain
- Laurent Albert van Male de Ghorain was een zoon van Jean van Male, rechtsgeleerde en raadsheer bij de Raad van Brabant, en van Marie-Thérèse de Man d'Hobruge, vrouw van Brachène, Roekel en Ghorain. Onder het Verenigd Koninkrijk der Nederlanden werd Laurent in 1823 erkend in de erfelijke adel. Hij promoveerde tot licentiaat in de rechten, werd referendaris bij de Raad van State en gemeenteraadslid van Sint-Jans-Molenbeek. Hij trouwde in 1802 met Marie-Louise de Cloeps d'Heermesse (1781-1842) en ze hadden een enige zoon.
  - Josse van Male de Ghorain (1803-1886) werd doctor in de rechten, advocaat en inspecteur van het lager onderwijs in Brabant. In 1839 verkreeg hij de titel ridder, overdraagbaar bij eerstgeboorte. Hij trouwde in 1836 met Petronille Popelaire de Terloo (1812-1851) en in 1869 met gravin Fanny van der Noot. Uit zijn eerste huwelijk had hij zes kinderen, met afstamming tot heden.
    - Léon van Male de Ghorain (1837-1913) werd doctor in de politieke en administratieve wetenschappen. Hij trouwde met Céline de Maleingreau d'Hembise (1835-1929). Ze kregen zeven kinderen.
      - Walérand van Male de Ghorain (1876-1954) werd landbouwingenieur. Hij trouwde in 1907 met Caroline Moretus Plantin de Bouchout (1880-1969). Ze kregen vier kinderen. In 1907 verwierf Walérand het Zottegemse Domein Breivelde.
        - Baudouin van Male de Ghorain (1908 - gesneuveld 1940) trouwde in 1937 met Marguerite de Ghellinck d'Elseghem (1916-1998). Hun dochter werd Petite Soeur de Charles de Foucauld.
          - Ferdinand van Male de Ghorain (1939- ), technisch ingenieur, trouwde in 1970 met Kathleen Dupret (1945). Ze kregen zes kinderen. Met afstammelingen tot heden.